# Model European Parliament
I Model European Parliament (MEP) sono conferenze per studenti delle scuole superiori di secondo grado o studenti universitari in cui vengono simulati i lavori del Parlamento Europeo.
Nei MEP gli studenti partecipanti assumono il ruolo di europarlamentari e svolgono diverse attività: tenere discorsi nell'aula parlamentare, stringere accordi con altri delegati, far valere le proprie opinioni nel dibattito democratico. Lo scopo della simulazione è la redazione e la votazione di una proposta di legge risolutiva del topic assegnato dalla Commissione di appartenenza.
Gli obiettivi formativi dei MEP sono:
- Diffondere i valori della cittadinanza europea;
- Stimolare le giovani generazioni alla comprensione e partecipazione alla vita democratica europea;
- Stimolare le giovani generazioni a far valere le proprie opinioni ed idee in un regime di dibattito democratico;
- Favorire l'incontro fra le culture e le storie delle popolazioni europee;
- Migliorare le capacità oratorie degli studenti in una lingua diversa dalla propria;
- Favorire un approccio di studio non tradizionale basato sull'acquisizione delle competenze spendibili nel mondo del lavoro sul campo.

## Le sedute del Model European Parliament
Il Model European Parliament, in generale, dura dai 3 ai 5 giorni. La conferenza ha inizio con la cerimonia di apertura in cui si iniziano ufficialmente i lavori parlamentari e si conclude con la cerimonia chiusura in cui solitamente si svolgono: la Plenary Session in cui si leggono e votano le proposte di legge, e uno spazio dedicato all'intervento di personalità rilevanti nell'ambito delle istituzioni europee.
I partecipanti alla sessione in qualità di europarlamentari vengono definiti MEPs (Members of European Parliament): gli stessi sono suddivisi in gruppi corrispondenti alle Commissioni del Parlamento Europeo (Affari esteri, Commercio internazionale, Ambiente, Industria, Sviluppo regionale, Agricoltura, Istruzione, Giustizia, Affari costituzionali, Difesa); e dovranno redigere proposte di legge volte alla risoluzione degli argomenti assegnati.
Le proposte di legge verranno successivamente discusse nella Plenary Session in coda ad ogni sessione, dove, secondo i riti e le procedure proprie del Parlamento Europeo, tutti i delegati decideranno se promuoverle o bocciarle.
I delegati sono coadiuvati nelle loro funzioni da studenti più esperti, che hanno già partecipato ad una o più sessioni MEP: si tratta dei Presidenti di Commissione (o chair, da chairman), che svolgono un ruolo tecnico e di moderazione delle singole commissioni. Esiste infine lo staff costituito da membri dell'associazione, principalmente giovani universitari che si occupano in prima persona dell'organizzazione della sessione e della presidenza dell'Assemblea Generale.

## MyMEP - My Model European Parliament
L'associazione culturale, apolitica e senza fini di lucro Millennium People ha organizzato il progetto MyMEP - My Model European Parliament. L'unica edizione di MyMEP si è svolta dal 5 all'8 marzo 2019 a Roma, presso l'Aula dei Gruppi e la Sala del Refettorio della Camera dei Deputati e presso la Sala Tirreno della Regione Lazio.

## MEP Italia - Model European Parliament Italia
M.E.P. Italia è un'associazione culturale, apolitica, senza fini di lucro, che si è costituita ufficialmente nel 1996 a Carpi, collegata ad una vasta ed estesa rete europea di strutture associative M.E.P. e di scuole secondarie di secondo grado che da molti anni promuovono con entusiasmo il progetto a livello nazionale ed internazionale. L'associazione organizza ogni anno una sessione nazionale e 8 sessioni cittadine e/o regionali, per non contare le tante sessioni di istituto. Le città coinvolte nel corso degli anni sono state Roma, Napoli, Bologna, Modena, Mirandola, Carpi, Reggio Emilia, Ferrara, Capri, Ischia, Bassano del Grappa, Prato, Palermo, Caserta e Cento, tutte sedi di vari Licei scientifici, classici ed Istituti tecnici che da anni partecipano attivamente a questo progetto. Ogni anno l'associazione può contare sulla partecipazione di oltre 2000 studenti italiani che vivono con entusiasmo questo progetto, attestandosi quindi come la rete più estesa di simulazioni del Parlamento europeo in Italia.

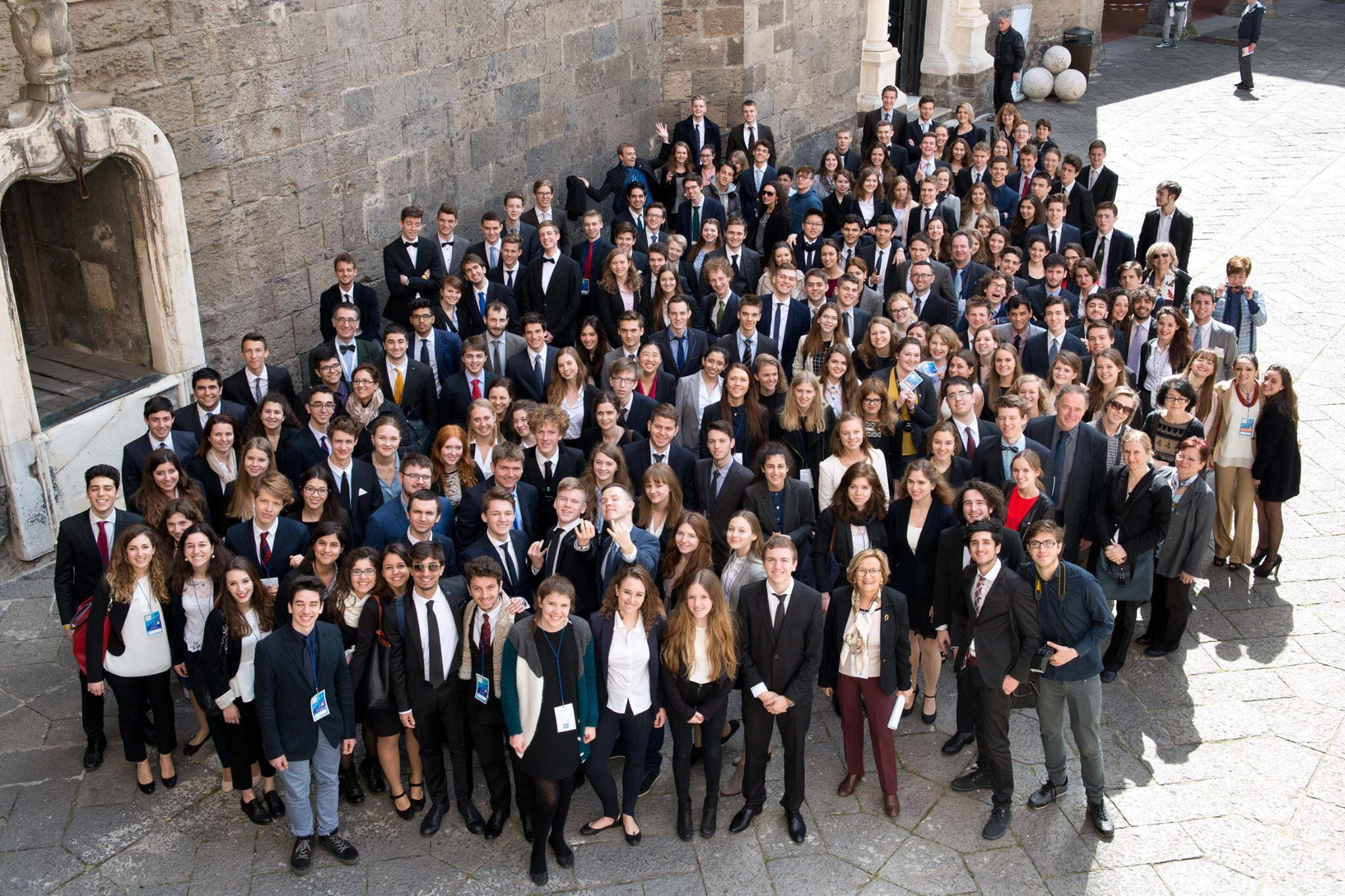
I delegati partecipanti alla XLII International MEP session di Napoli 2015 tenutasi presso il Maschio Angioino

Il contesto nel quale il progetto si realizza crea un terreno d’incontro di profili politici e culturali diversi, sia nelle sessioni nazionali sia, e ancor più, a livello internazionale: i giovani così riescono a cogliere la diversità ed il pluralismo culturale come portatori di arricchimento e di autentica crescita umana, vivendo così la tolleranza come esperienza attiva e il rispetto dell’altro come valore fondante della reciproca relazione. La riflessione sulla costruzione dell’Unione consente agli studenti un recupero di memoria storica, permettendo di affrontare temi legati al periodo della Seconda Guerra Mondiale e del dopoguerra. Tutto ciò porta a maturare la consapevolezza del valore della pace e a riscoprire le radici dell’identità europea, a sviluppare un rinnovato senso di appartenenza ed una partecipazione più consapevole alla sua costruzione. Il lavoro di preparazione alle sessioni potenzia la conoscenza di tematiche, sociali, culturali, storiche ed economiche legate alla contemporaneità, mentre le attività svolte durante le Sessioni consolidano le competenze logico-argomentative, le capacità relazionali e critiche. Questi incontri sono anche una straordinaria esperienza di amicizia: i giovani hanno bisogno di questi coinvolgimenti emozionali per scoprirsi e camminare verso gli altri con più coraggio.
L'associazione organizza anche seminari di formazione, come quelli proposti in occasione della campagna elettorale europea #stavoltavoto, organizzati a Napoli sia nel mese di Ottobre 2018 Archiviato il 10 aprile 2019 in Internet Archive. e Aprile 2019 con la collaborazione del Corso di perfezionamento in diritto dell'Unione Europea dell'Università degli Studi di Napoli Federico II e il centro Europe Direct di Napoli.

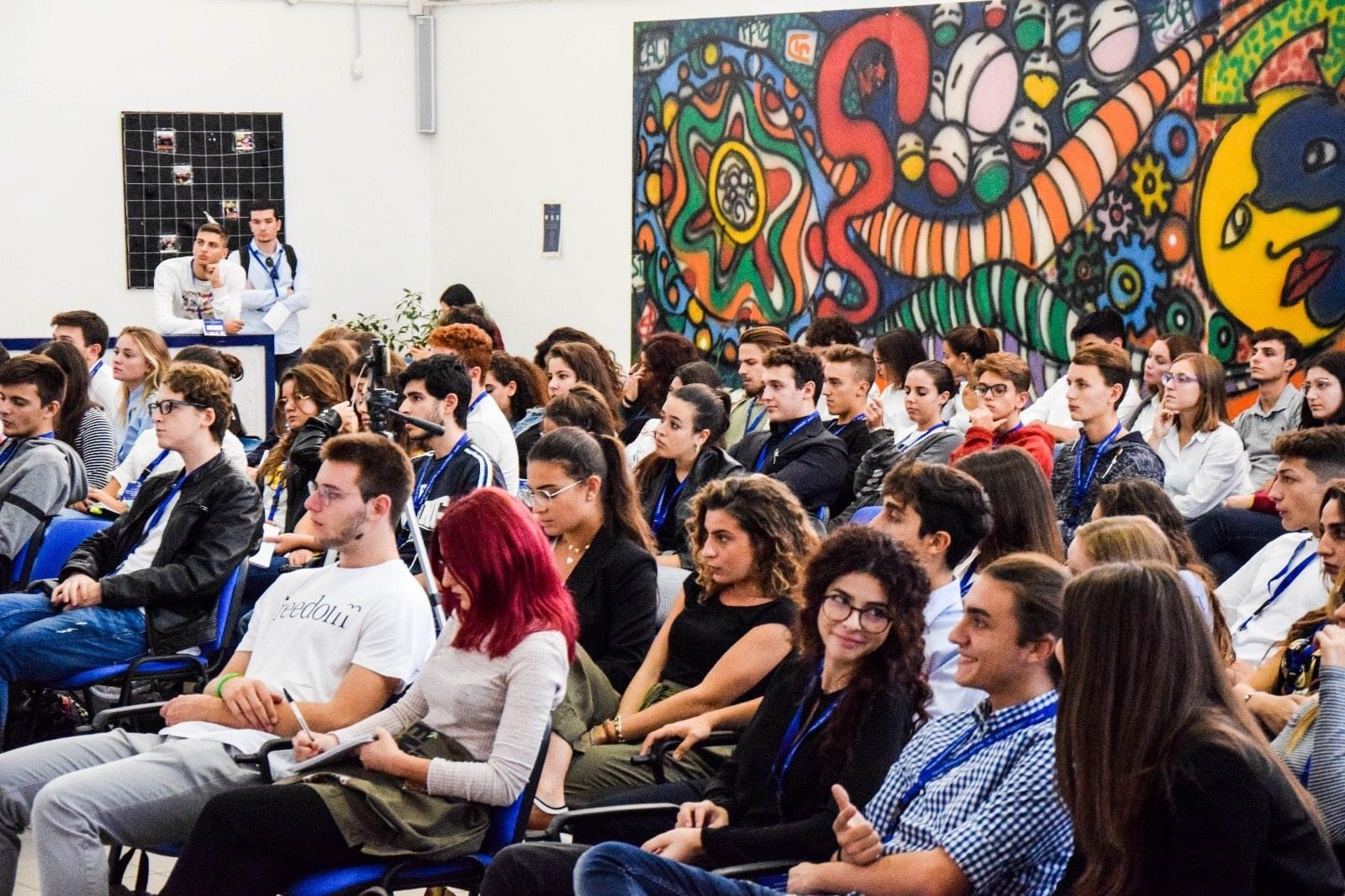
Seminario di formazione, Aprile 2019

A riprova del valore formativo del progetto, l’ex Presidente della Repubblica Carlo Azeglio Ciampi ha conferito nel 2000 all’associazione e ai suoi organizzatori il premio Medaglia d'argento del Presidente della Repubblica, massima onorificenza per un'attività culturale. Conferimento assegnato, di nuovo, nel 2017 dal Presidente della Repubblica Sergio Mattarella.
Nel 2015 l'associazione ha organizzato la XLII Sessione Internazionale del Model European Parliament, dal 21 al 28 marzo a Napoli, ricevendo il patrocinio del Senato della Repubblica, della Regione Campania, del Città metropolitana di Napoli e del Parlamento europeo. La simulazione ha visto partecipare 144 ragazzi suddivisi in delegazioni di 5 studenti accompagnati da 1 docente, provenienti dai 28 Paesi dell’UE e dai Paesi candidati come Turchia, Macedonia e Serbia. Nel 2017 l'associazione ha avuto la possibilità di organizzare la I Sessione Euro-Regionale del Mediterraneo dal 9 al 14 ottobre a Napoli. L'Associazione organizzerà la IV Sessione Euro-Regionale del Mediterraneo nel 2022 a Milano.
L'associazione ha organizzato, nel suo ventennio di attività, complessivamente ben 27 Sessioni Nazionali. L'ultima è stata organizzata a Carpi (Modena), dal 9 al 17 ottobre 2021, la prossima verrà organizzata a Roma.

## IMEP - International Model European Parliament di European People
International Model European Parliament, più noto come “IMEP”, è organizzato invece dalla Fondazione European People. La Fondazione dal 2015 promuove, sviluppa e persegue finalità volte alla formazione e al consolidamento della coscienza e identità civile del cittadino europeo, in particolare attraverso attività di sensibilizzazione rispetto ai diritti di circolazione e di partecipazione democratica assicurati dall’Unione europea. Dal 2015 il presidente è Marco Parroccini, ancora in carica. 

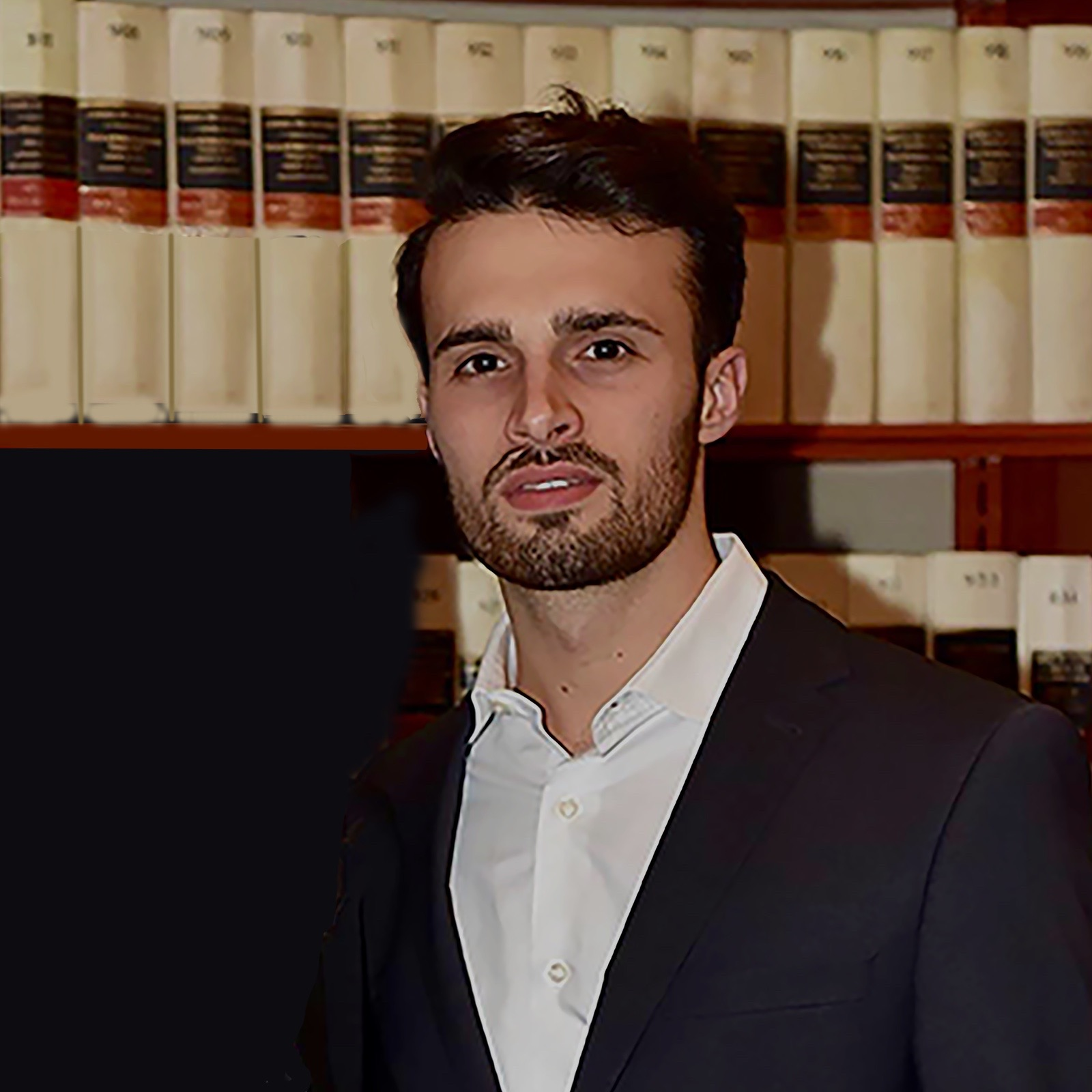
Marco Parroccini - Presidente European People

La prima edizione di IMEP, denominata Italian Model European Parliament, si è svolta nel 2016 a Roma. Già nella prima edizione vedeva la partecipazione di studenti provenienti da diverse regioni italiane e quella di figure di spicco come Guido Bertolaso; che ha intrattenuto i ragazzi durante la cerimonia di chiusura presso il Tempio di Adriano. 

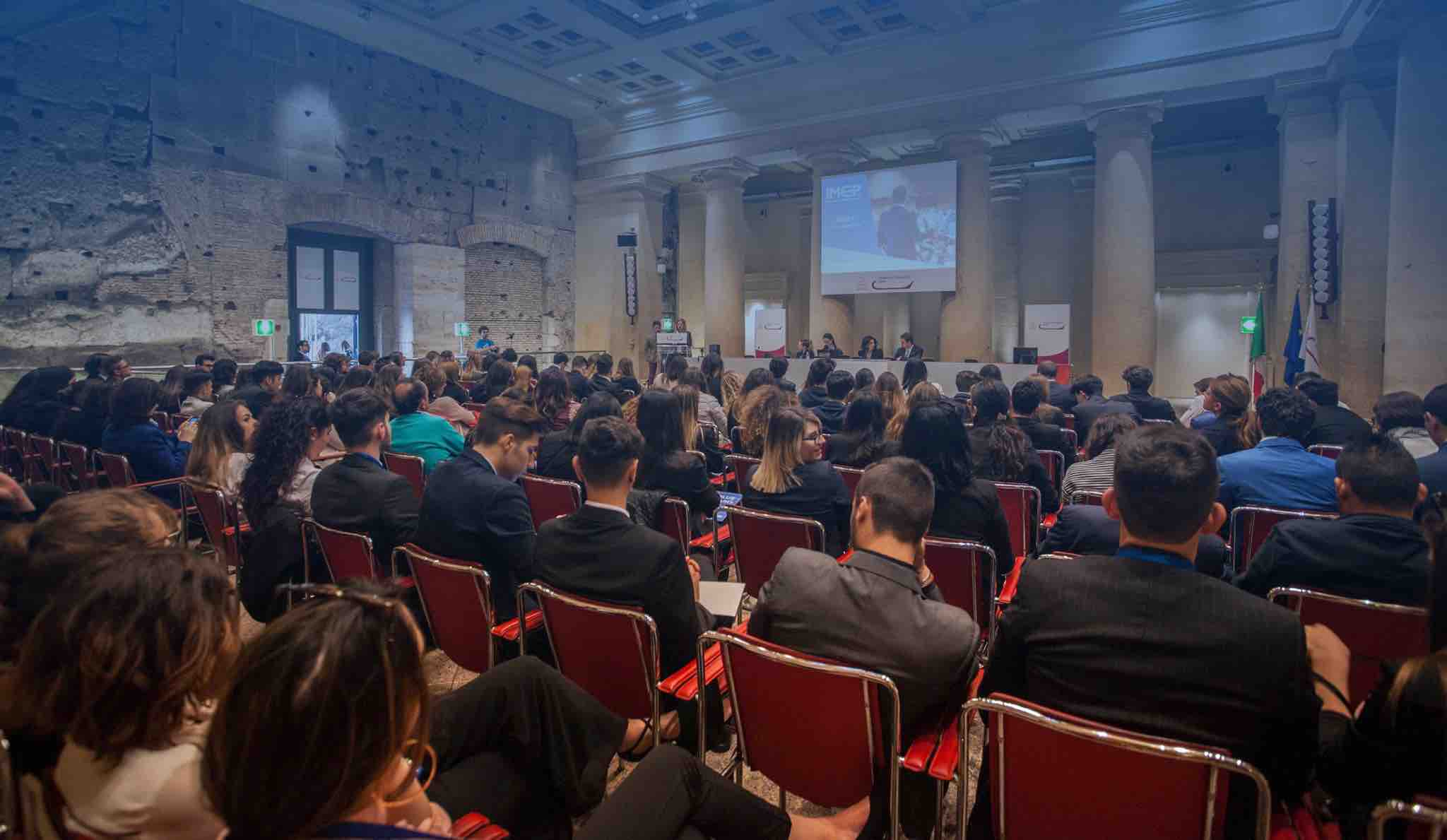
La Simulazione dei Lavori del Parlamento Europeo a Roma

Nel 2018 l’Italian Model European Parliament amplia il suo raggio d’azione e approda e Strasburgo con due progetti di sensibilizzazione alle istituzioni targati IMEP (International Model European Parliament) e si conferma a Bruxelles con la simulazione esclusiva per l’università LUISS Guido Carli presso la sede del Parlamento Europeo. Sempre nel 2018 si conferma in Italia con le simulazioni di Milano dal 13 al 16 marzo, Roma dal 10 al 13 aprile e con la prima edizione di IMEP Venezia dal 20 al 23 marzo. Le simulazioni sono state ospitate presso il palazzo della regione Lombardia, il comune di Venezia, la Protomoteca del Campidoglio e la nuova Aula dei Gruppi della Camera dei Deputati a Roma.
Nel 2019 è in programma IMEP Firenze dal 12 al 15 marzo, IMEP Roma dal 19 al 22 marzo, IMEP Milano dal 02 al 5 aprile e IMEP Venezia dal 9 al 12 aprile con la presenza di studenti provenienti da diversi paesi dell’Unione europea. In tutte le sue occasioni e in tutti gli anni IMEP ha ricevuto l’alto patrocinio del Parlamento Europeo.

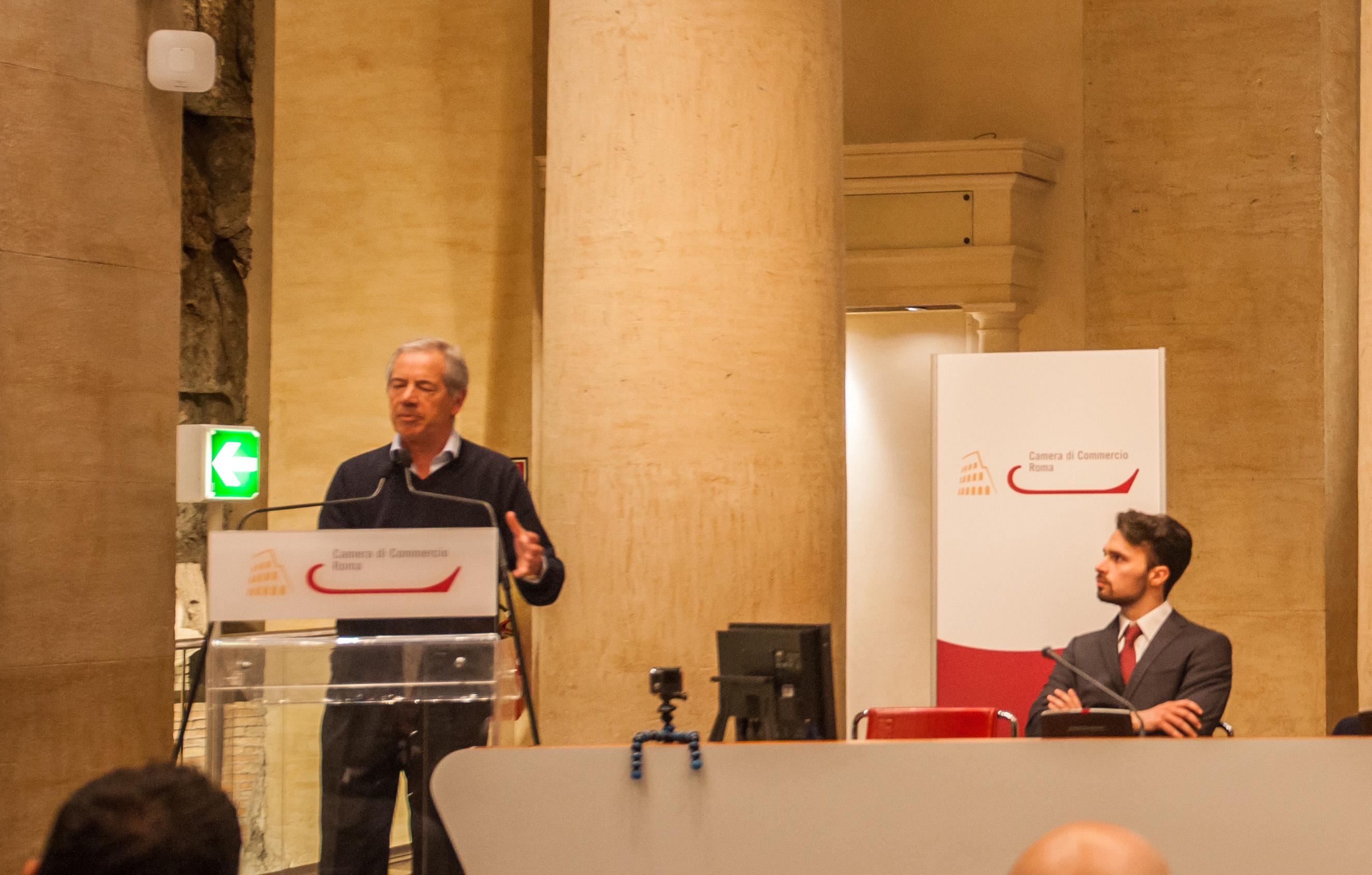
Guido Bertolaso e Marco Parroccini - Cerimonia di chiusura IMEP Roma 2016

Nel 2020 il progetto si è evoluto aggiungendo altre figure professionali alla simulazione denominata IMEP & SUN (International Model European Parliament & Start Up Now). Ha avuto luogo a Roma, Firenze e Milano e Bruxelles ospitando studenti provenienti da tutta Europa e confermandosi uno degli eventi più richiesti da giovani europeisti. 
Dal 2020 al 2025 la Fondazione European People ha organizzato IMEP & SUN ogni anno tra Roma, Milano, Firenze e Bruxelles. 

## I Model European Parliament in Europa
A livello europeo la pioniera nel campo dei Model European Parliament è l'Associazione Model European Parliament, una fondazione culturale, apolitica, senza fini di lucro, che si è costituita ufficialmente nel 1994 a L'Aia, nei Paesi Bassi. L'associazione M.E.P Italia è il punto di riferimento italiano della rete di M.E.P Europe.